# District de Yingze
Le district de Yingze (chinois simplifié : 迎泽区 ; pinyin : yíngzé qū) est un district urbain de la ville-préfecture de Taiyuan, dans la province du Shanxi en Chine.